# Jiguan (sockenhuvudort i Kina, Zhejiang Sheng, lat 29,88, long 122,30)
Jiguan är en sockenhuvudort i Kina. Den ligger i provinsen Zhejiang, i den östra delen av landet, omkring 210 kilometer öster om provinshuvudstaden Hangzhou. Antalet invånare är 2 617. Befolkningen består av 1 265 kvinnor och 1 352 män. Barn under 15 år utgör 2,0 %, vuxna 15-64 år 68 %, och äldre över 65 år 29,0 %.
Närmaste större samhälle är Shenjiamen, 8,6 km norr om Jiguan. 
Genomsnittlig årsnederbörd är 1 783 millimeter. Den regnigaste månaden är juni, med i genomsnitt 312 mm nederbörd, och den torraste är januari, med 53 mm nederbörd.